# Józef Popkiewicz (ekonomista)
Józef Popkiewicz (ur. 11 lutego 1920 w Zwoleniu, zm. 1 czerwca 1998 we Wrocławiu) – prof. zw. dr ekonomii politycznej, rektor Akademii Ekonomicznej we Wrocławiu.